# Hayashiechthistatus inexpectus
Hayashiechthistatus inexpectus är en skalbaggsart som först beskrevs av Hayashi 1959.  Hayashiechthistatus inexpectus ingår i släktet Hayashiechthistatus och familjen långhorningar. Inga underarter finns listade i Catalogue of Life.